# Rogliano (Italia)
Rogliano es un municipio situado en el territorio de la provincia de Cosenza, en Calabria (Italia).

## Demografía
| Gráfica de evolución demográfica de Rogliano entre 1861 y 2001 |
|                                                                |
| fuente ISTAT - elaboración gráfica a cargo de Wikipedia        |